# Hall in Tirol
Hall in Tirol é uma cidade da Áustria, situada no distrito de Innsbruck-Land, no estado do Tirol. Tem 5,51 km² de área e sua população em 2019 foi estimada em 13.942 habitantes.